# Gavi (otok)
Gavi je maleni otok u Tirenskom moru na zapadnoj obali Italije. S dužinom od oko 700 metara, najmanji je od Poncijskih otoka i nalazi se 120 m od sjeverne obale Ponze, najvećeg otoka u otočju.
Otok je prilično surov i nenastanjen ljudima. Pretvoren je u rezervat za divlje životinje i dom je raznih guštera koji se nalaze samo ovdje, kao i miševa, zečeva i škorpiona.